# Stara Dębowa Wola
Stara Dębowa Wola ist ein Dorf im Verwaltungsbezirk von Gmina Bodzechów, in Powiat Ostrowiecki, Woiwodschaft Heiligkreuz, in südzentral Polen. Es liegt ca. 8 km nördlich von Ostrowiec Świętokrzyski und 59 km östlich der Landeshauptstadt Kielce.
Das Dorf hat 290 Einwohner.